# Північний Захід США
46° пн. ш. 117° зх. д. / 46° пн. ш. 117° зх. д.
Північний Захід США (англ. Northwestern United States) — географічний та історико-культурний регіон США, один з субрегіонів Американського Заходу. 

## Штати
До Північного Заходу США зараховуються штати: Орегон, Вашингтон, Айдахо, Вайомінг, Монтана. Інколи до складу Північного Заходу США включають і південні регіони Аляски («Аляска-Панхендл»), а також північну частину штату Каліфорнія та канадську провінцію Британська Колумбія.
На північному заході США проживають понад 12 мільйонів жителів. Серед найшвидше зростаючих можна виділити міста Сієтл, Белв'ю (штат Вашингтон), Кенневік, Песко та Бойсе. 